# Сотир Маринков
Сотир Стоянов Маринков е български офицер, генерал-лейтенант.

## Биография
Сотир Маринков е роден на 5 май 1880 година в град Самоков. През 1901 година завършва Военното училище в София, а от следващата година служи във второ планинско артилерийско отделение. От 1907 година работи във Военнотопографския институт към Щаба на българската армия. Между 1908 и 1910 година учи в Императорската Николаевска Генералщабна академия в Санкт Петербург. През 1911 година е назнача на служба в 13 пехотен рилски полк. През Балканската война и Междусъюзническата война е Офицер за поръчки към щаба на седма пехотна дивизия. От 1914 година е назначен за командир на дружина към 14-и пехотен полк. В началото на Българското участие в Първата световна война е началник-щаб на първа бригада на девета пехотна дивизия, на която длъжност е все още към 1 март 1918 г., след което служи към щаба на армията.
От 1920 година е командир на 37-и пехотен пирински полк, след което поема командването на 6-и пехотен търновски полк, а след това е началник на отдел в щаба на армията. От 1929 година е началник на Щаба на армията. На този пост той участва в Шпионската афера през 1930 година, след която е отстранен. На 31 януари 1931 година става началник на жандармерията, а по-късно същата година е началник на 4-та военноинспекционна област, след което същата година е назначен за началник на канцелария в Министерството на войната. На 5 май 1933 година излиза в запаса.

## Военни звания
- Подпоручик (2 януари 1901)
- Поручик (1904)
- Капитан (15 октомври 1908)
- Майор (5 август 1913)
- Подполковник (16 март 1917)
- Полковник (2 ноември 1919)
- Генерал-майор (3 септември 1928)
- Генерал-лейтенант (30 април 1933)

## Награди
- Военен орден „За храброст“ IV степен, 1-ви и 2-ри клас;
- Княжеский орден „Свети Александър“ II степен без мечове, IV степен с мечове по средата;
- Народен орден „За военна заслуга“ II и IV степен с военно отличие.